# Lungo

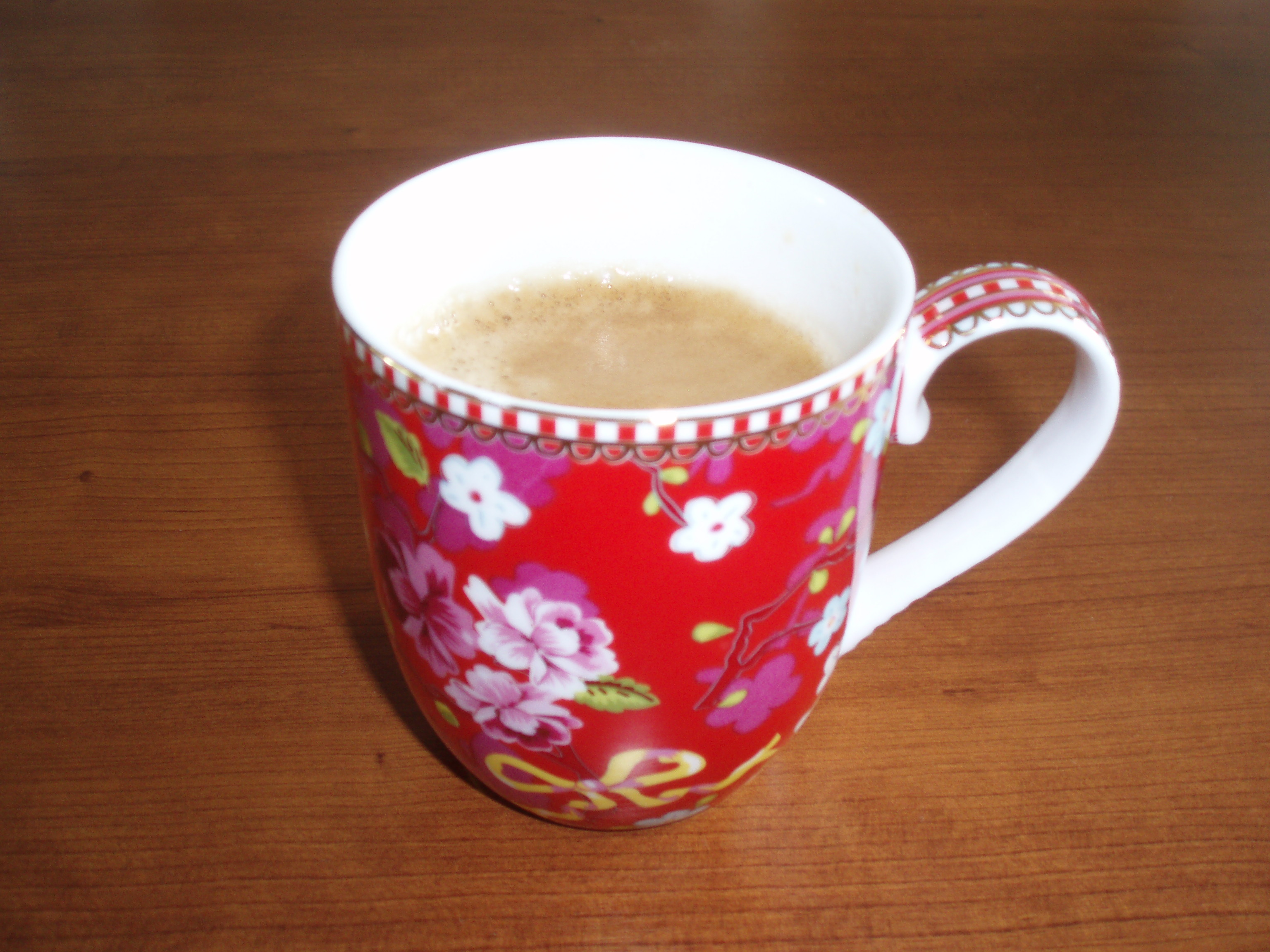
Káva lungo

Lungo (italský výraz pro „dlouhé“) je varianta espressa, v jehož daném množstvím kávy proteče větší objem vody, což výsledný nápoj činí slabším (řidším) ale více hořkým a to kvůli prodloužené extrakci, kdy se z namleté kávy vylouhuje více tříslovin, kofeinu a dalších látek oproti běžnému espressu. Na jeden šálek připadá, stejně jako u espressa, cca 7–10 gramů kávy, ale doba extrakce může být od 35 sekund někdy až po celou minutu. Objem výsledného nápoje činí podle kultury a kavárny od cca 60ml až po 150ml. Lungo se po extrakci pro větší naředění může dolít horkou vodou, tradičně to však není běžné. Tím se liší od americana nebo long-black, kam se horká voda přidává vždy a v českém kavárenském prostředí je tato varianta espressa kvůli zjednodušení přípravy často zaměňována za tyto nápoje, ale je to chyba.